# Strå socken
Strå socken i Östergötland ingick i Dals härad (före 1896 även del i Aska härad) och området ingår sedan 1980 i Vadstena kommun och motsvarar från 2016 Strå distrikt.
Socknens areal är 16,50 kvadratkilometer, varav 16,10 land. År 2000 fanns här 110 invånare. Sockenkyrkan Strå kyrka ligger i denna socken. 

## Administrativ historik
Strå socken har medeltida ursprung. Omkring 1700 införlivades Broby socken.
Före 1896 hörde delar av socken till Aska härad, vilka delar då överfördes till Dals härad. Askadelen utgjordes av: 1 1/2 mantal Bondorlunda Södergård och Storgård, 3/4 mantal Fylla, 1 5/8 mantal Strå, 1 1/4 mantal Tistorp jämte utjord och kronoängen Skettnan.
Vid kommunreformen 1862 övergick socknens ansvar för de kyrkliga frågorna till Strå församling och för de borgerliga frågorna till Strå landskommun. Landskommunen inkorporerades 1952 i Östgöta-Dals landskommun, ingick från 1967 i Vadstena stad som 1971 ombildades till Vadstena kommun, ingick 1974-1979 i Motala kommun och från 1980 Vadstena kommun. Församlingen uppgick 2006 i Vadstena församling.
1 januari 2016 inrättades distriktet Strå, med samma omfattning som församlingen hade 1999/2000.  
Socknen har tillhört samma fögderier och domsagor som socknens härader.  De indelta soldaterna tillhörde  Första livgrenadjärregementet, Motala kompani och Andra livgrenadjärregementet, Vadsten kompani.

## Geografi
Strå socken ligger norr om Tåkern söder om Vadstena med Mjölnaån i väster. Socknen är en uppodlad slättbygd.

## Fornlämningar
Kända från socknen är gravfält från järnåldern.

## Namnet
Namnet (1270 Stra) kommer från kyrkbyn. Namnet har ansetts innehålla ett namn Stra, 'Strömmen, Ån' på Mjölnån.

### Fotnoter
1. 1 2  Svensk Uppslagsbok andra upplagan 1947–1955: Strå socken
2. 1 2  Harlén, Hans; Harlén Eivy (2003). Sverige från A till Ö: geografisk-historisk uppslagsbok. Stockholm: Kommentus. Libris 9337075. ISBN 91-7345-139-8
3. ↑  ”Församlingar”. Statistiska centralbyrån. https://www.scb.se/hitta-statistik/regional-statistik-och-kartor/regionala-indelningar/forsamlingar/. Läst 30 december 2022.
4. ↑  Administrativ historik för Strå socken (Klicka på församlingsposten). Källa: Nationella arkivdatabasen, Riksarkivet.
5. 1 2  Sjögren, Otto (1931). Sverige geografisk beskrivning del 2 Östergötlands, Jönköpings, Kronobergs, Kalmar och Gotlands län. Stockholm: Wahlström & Widstrand. Libris 9939
6. 1 2  Nationalencyklopedin
7. ↑  Fornlämningar, Statens historiska museum: Strå socken
8. ↑  Fornminnesregistret, Riksantikvarieämbetet: Strå socken Fornminnen i socknen erhålls på kartan genom att skriva in sockennamn (utan "socken") i "Ange geografiskt område"
9. ↑  Mats Wahlberg, red (2003). Svenskt ortnamnslexikon. Uppsala: Institutet för språk och folkminnen. Libris 8998039. ISBN 91-7229-020-X. https://isof.diva-portal.org/smash/get/diva2:1175717/FULLTEXT02.pdf